# Peder Duse
Peder Månsson Duse, död under 1500-talet, var en svensk häradshövding.

## Biografi
Peder Duse var son till hövitsmannen Måns Duss. Han var från 1537 till 1550 häradshövding i Norrvidinge härad. Duse var närvarande vid vapensyner med Smålandsfrälset 1530, 1535 och 1537, samt mönstringen 1563. Han underskrev jämte brodern Måns Duse, riksdagsbeslutet 1560. Duse avled före 1572.

### Egendom
Duse ägde gårdarna Åkershult och Hultsvik i Korsberga socken, till vilka gårdar han skrev sig 1563.

### Familj
Duse var gift med Ingrid Larsdotter (Liljesparre) (död före 1565), dotter av Lasse Abjörnsson (Liljesparre) och Cecilia Mattsdotter (Vinstorpaätten). De fick tillsammans barnen adelsmannen Bengt Duse, Estrid Duse, Cecilia Duse som var gift med Jon Svensson och Måns Nilsson och Ingeborg Duse.